# Akefaliczny wers
Wers akefaliczny – wers, w którym brakuje pierwszej nieakcentowanej sylaby przewidzianej przez wzorzec rytmiczny. Akefaliczne jamby upodabniają się do trochejów, a akefaliczne anapesty do amfibrachów. W wierszu polskim akefaleksa, zaznaczana (), zachodzi bardzo rzadko, jest ona natomiast powszechna w angielskich anapestach, co można łatwo zaobserwować w limerykach, które w praktyce realizują schemat:
()sSssSssS(s)
()sSssSssS(s)
ssSssS
ssSssS
ssSssSssS(s)
W ten sposób zbudowany jest następujący, anonimowy limeryk:
There was a young lady of Riga
who went for a ride on a tiger.
They came back from the ride
with the lady inside
and a smile on the face of the tiger.
Grecki przymiotnik akefaliczny, od którego wywodzi się omawiany termin, znaczy "bezgłowy".